# Hypoestes
Hypoestes är ett släkte av akantusväxter. Hypoestes ingår i familjen akantusväxter.

## Bildgalleri

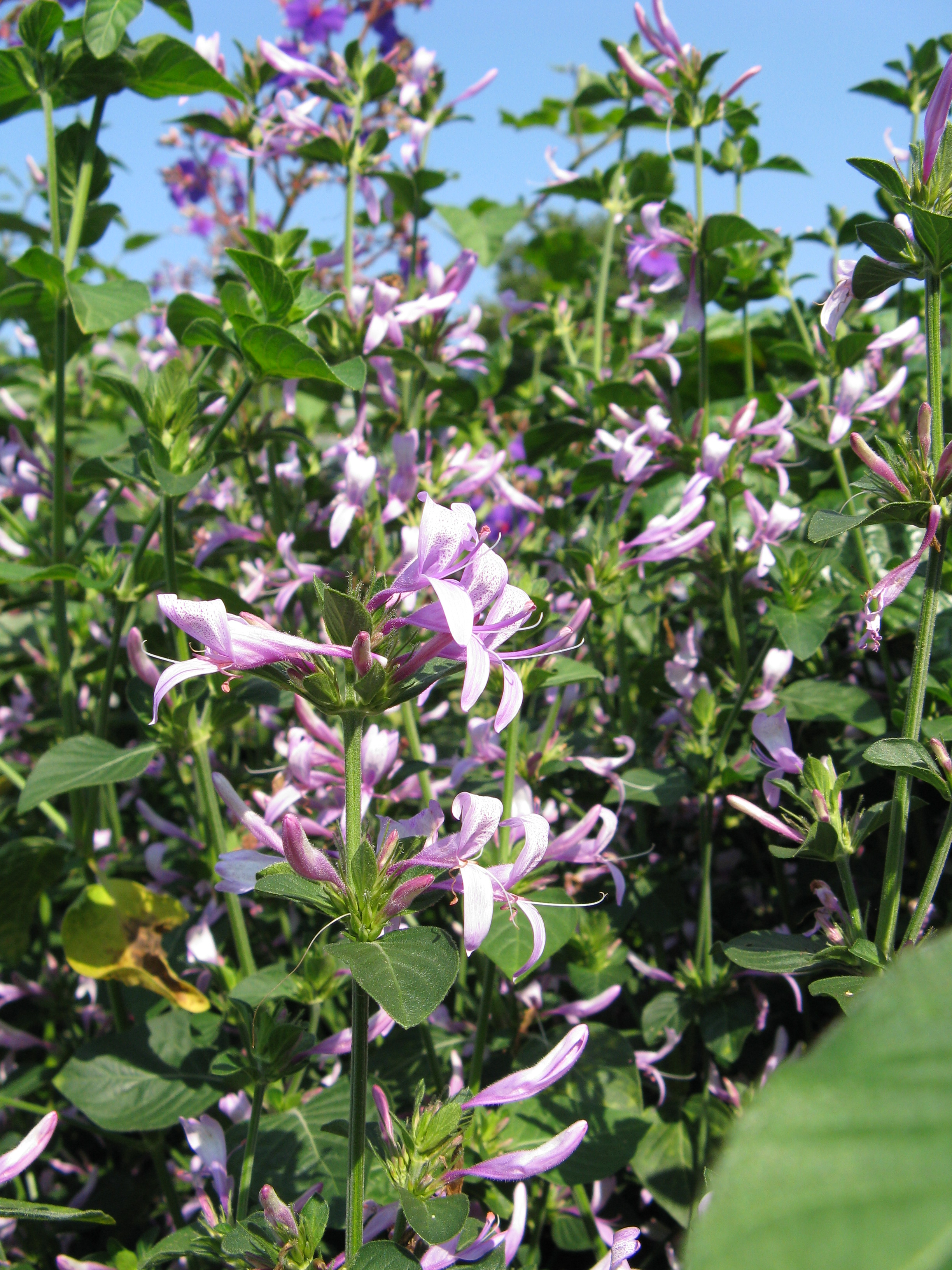

## Dottertaxa tillHypoestes, i alfabetisk ordning[1]
- Hypoestes acuminata
- Hypoestes aldabrensis
- Hypoestes andamanensis
- Hypoestes angusta
- Hypoestes angustilabiata
- Hypoestes anisophylla
- Hypoestes arachnopus
- Hypoestes aristata
- Hypoestes axillaris
- Hypoestes bakeri
- Hypoestes betsiliensis
- Hypoestes bojeriana
- Hypoestes bosseri
- Hypoestes brachiata
- Hypoestes calycina
- Hypoestes cancellata
- Hypoestes capitata
- Hypoestes carnosula
- Hypoestes catati
- Hypoestes caudata
- Hypoestes celebica
- Hypoestes cephalotes
- Hypoestes cernua
- Hypoestes chloroclada
- Hypoestes chlorotricha
- Hypoestes cinerascens
- Hypoestes cinerea
- Hypoestes cochlearia
- Hypoestes comorensis
- Hypoestes comosa
- Hypoestes complanata
- Hypoestes confertiflora
- Hypoestes congestiflora
- Hypoestes corymbosa
- Hypoestes cruenta
- Hypoestes cumingiana
- Hypoestes decaisneana
- Hypoestes decaryana
- Hypoestes diclipteroides
- Hypoestes discreta
- Hypoestes egena
- Hypoestes elegans
- Hypoestes elliotii
- Hypoestes erythrostachya
- Hypoestes fascicularis
- Hypoestes fastuosa
- Hypoestes flavescens
- Hypoestes flavovirens
- Hypoestes flexibilis
- Hypoestes floribunda
- Hypoestes forskaolii
- Hypoestes glandulifera
- Hypoestes gracilis
- Hypoestes halconensis
- Hypoestes hastata
- Hypoestes hirsuta
- Hypoestes humbertii
- Hypoestes humifusa
- Hypoestes incompta
- Hypoestes inconspicua
- Hypoestes involucrata
- Hypoestes jasminoides
- Hypoestes juanensis
- Hypoestes kjellbergii
- Hypoestes kuntzei
- Hypoestes laeta
- Hypoestes lanata
- Hypoestes larsenii
- Hypoestes lasioclada
- Hypoestes lasiostegia
- Hypoestes leptostegia
- Hypoestes longilabiata
- Hypoestes longispica
- Hypoestes longituba
- Hypoestes loniceroides
- Hypoestes macilenta
- Hypoestes maculosa
- Hypoestes malaccensis
- Hypoestes mangokiensis
- Hypoestes merrillii
- Hypoestes microphylla
- Hypoestes mindorensis
- Hypoestes mollior
- Hypoestes mollissima
- Hypoestes multispicata
- Hypoestes nummularifolia
- Hypoestes obtusifolia
- Hypoestes oppositiflora
- Hypoestes oxystegia
- Hypoestes palawanensis
- Hypoestes parvula
- Hypoestes perrieri
- Hypoestes phyllostachya
- Hypoestes poilanei
- Hypoestes poissonii
- Hypoestes polythyrsa
- Hypoestes populifolia
- Hypoestes potamophila
- Hypoestes psilochlamys
- Hypoestes pubescens
- Hypoestes pubiflora
- Hypoestes pulchra
- Hypoestes purpurea
- Hypoestes radicans
- Hypoestes richardii
- Hypoestes rodriguesiana
- Hypoestes rosea
- Hypoestes saboureaui
- Hypoestes salajeriana
- Hypoestes salensis
- Hypoestes saxicola
- Hypoestes scoparia
- Hypoestes serpens
- Hypoestes sessilifolia
- Hypoestes setigera
- Hypoestes sparsiflora
- Hypoestes spicata
- Hypoestes stachyoides
- Hypoestes stenoptera
- Hypoestes strobilifera
- Hypoestes subcapitata
- Hypoestes taeniata
- Hypoestes tenuifolia
- Hypoestes tenuis
- Hypoestes tetraptera
- Hypoestes teucrioides
- Hypoestes teysmanniana
- Hypoestes thomsoniana
- Hypoestes thothathrii
- Hypoestes transversa
- Hypoestes trichochlamys
- Hypoestes triflora
- Hypoestes tubiflora
- Hypoestes unilateralis
- Hypoestes urophora
- Hypoestes vagabunda
- Hypoestes warpurioides
- Hypoestes vidalii
- Hypoestes viguieri